# Bárdos Anna (állatorvos)
Bárdos Anna (Hódmezővásárhely, 1931. augusztus 6. – Budapest, 2022. július 19.) magyar állatorvos, az első női állatorvos anatómus Magyarországon.

## Élete
Bárdos (Breuer) Endre Miklós (1908–1960) orvos és Fischer Anna (1891–1963) gyermekeként született. Általános iskolai tanulmányait Mezősason és Földesen, gimnáziumi tanulmányait a nagyváradi Szent Orsolya Rendi Római Katolikus Leánygimnáziumban és a budapesti Sancta Maria Leánygimnáziumban végezte. Kollégájával, Haraszti Jánossal kötött házasságot, aki később az egyetem tudományos rektorhelyettese és az egyetem mellett működő állatkórház igazgatója volt.

## Szakmai pályafutása, munkássága

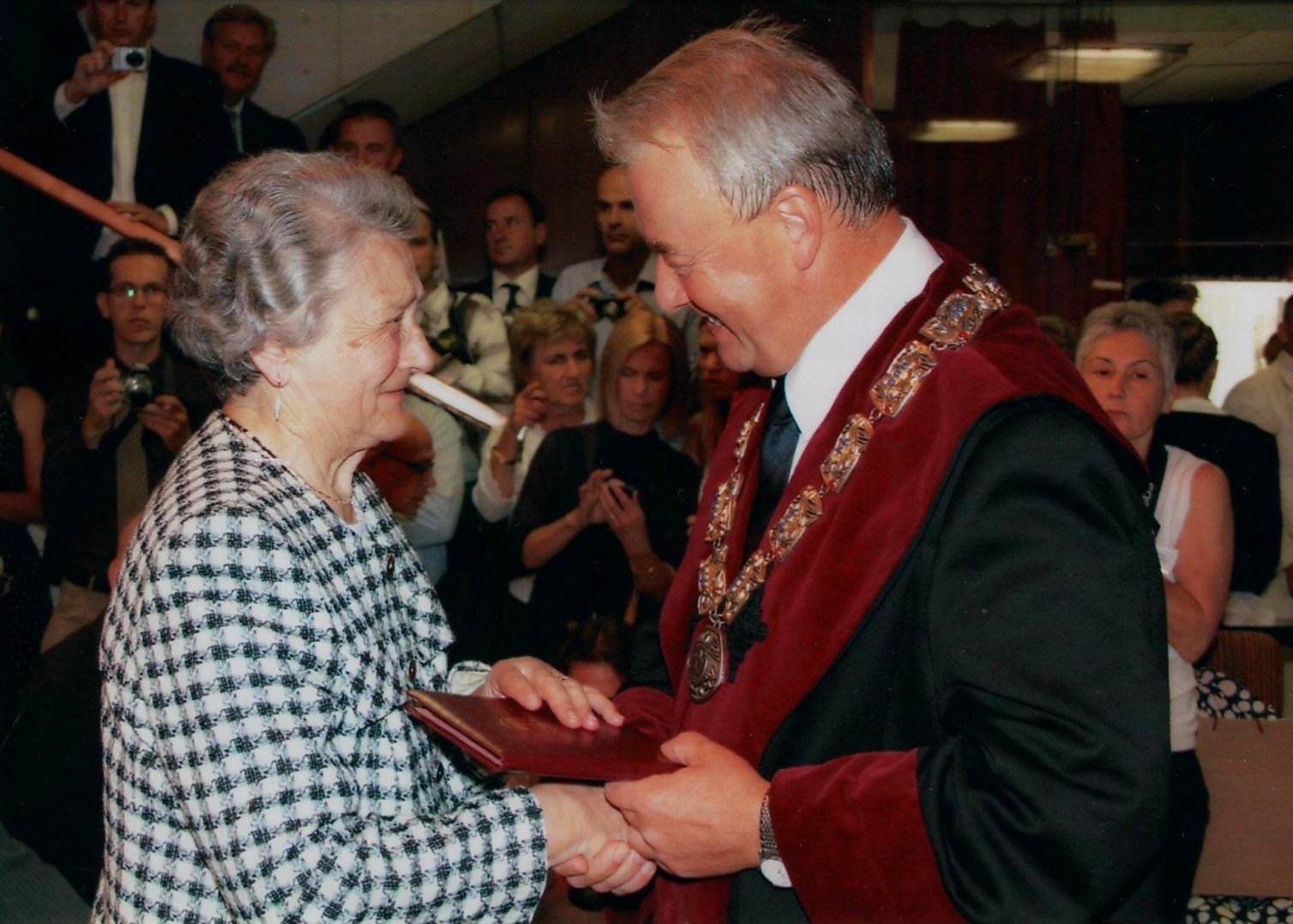
Bárdos Anna korábbi tanítványával, Prof. Sótonyi Péterrel, az Állatorvostudományi Egyetem rektorával

Apja orvosi pályája és egy sors adta véletlen folytán felvételizett az Állatorvostudományi Egyetemre 1949-ben. Az egyetem elvégzését követően, 1954-től Kovács Gyula tanszékvezető professzor meghívására tanársegéd, majd adjunktus az intézmény Anatómia Tanszékén. Szakmai képzését olyan állatorvos tekintélyek igazgatták, mint Mócsy János, Urbányi László, Lami Gyula, Guzsal Ernő. Az Állatorvostudományi Egyetem történetében az első nő volt a katedrán, aki anatómiát oktatott. Bárdos az Intézmény falai között dolgozott egészen nyugdíjba vonulásáig, 1995-ig. Negyvenéves pályafutása alatt számos szaktekintély képzésében vett részt, így patronáltja volt az egyetem két későbbi Széchenyi-díjas, MTA-tag rektora, Solti László és Sótonyi Péter is.

## Díjai
- Életfa díj – Állatorvostudományi Egyetem életműdíja, 2022